# (9041) Takane
(9041) Takane (1991 CX) – planetoida z pasa głównego asteroid okrążająca Słońce w ciągu 3,28 lat w średniej odległości 2,2 au. Odkryta 9 lutego 1991 roku.